# BookFinder.com
BookFinder.com は読者にネット上で書籍を購入できるようにする垂直検索サイト。サイトのメタ検索エンジンが世界中の10万以上の書籍販売者の在庫をスキャンする。在庫が索引付けされている販売者の書籍の中で、ユーザーは販売されている1億5000万冊以上の本から自分が選んだ書籍の最低価格を見つけることができ、その作品をマークアップせずに販売者から直接購入することができる。 検索エンジンは主にオランダ語、英語、フランス語、ドイツ語、イタリア語、スペイン語の作品に焦点を当てている。
BookFinder.comはカリフォルニア大学バークレー校の学生Anirvan Chatterjeeによって1997年に設立された。BookFinderはオンライン本向けの最も初期の垂直検索エンジンの一つだった 。元々はMX BookFinderとして知られていたが 、1998年にBookFinder.comとしてリニューアルされ、1999年にカリフォルニア州バークレーに拠点を置く独立系企業として設立された。
2005年にBookFinder.comはAbeBooksに買収された 。AbeBooks自体も2008年8月1日にAmazon.comによって買収された
2006年にBookFinder.comはJustBooksブランドで欧州で事業を開始した。現在フランス、ドイツ、オランダ、イギリス向けのJustBooks/BookFinder.comのポータルが存在する